# Shrek 4-D
Vous pouvez aider à l'améliorer ou bien discuter des problèmes sur sa page de discussion.
- Il ne cite pas suffisamment ses sources. Vous pouvez indiquer les passages à sourcer avec {{référence nécessaire}} ou {{Référence souhaitée}}, et inclure les références utiles en les liant aux notes de bas de page. (Marqué depuis mars 2024)
- Certaines informations devraient être mieux reliées aux sources mentionnées dans la bibliographie ou les liens externes. Améliorez sa vérifiabilité en les associant par des références. (Marqué depuis mars 2024)

- Archive Wikiwix
- Bing
- Cairn
- DuckDuckGo
- E. Universalis
- Gallica
- Google
- G. Books
- G. News
- G. Scholar
- Persée
- Qwant
- (zh) Baidu
- (ru) Yandex
- (wd) trouver des œuvres sur Wikidata

Shrek 4-D est une attraction de type cinéma 4 Dimensions créée en 2003 du réalisateur Simon J. Smith.

## Description
Les participants entrent dans une salle aux allures d'oubliettes contenant deux écrans géants de chaque côté. Sur ces écrans, on découvre Lord Farquaad qui annonce qu'il a enlevé les trois petits cochons, le petit bonhomme de pain d'épices et Pinocchio, qu'il les retient en otage et qu'il n'hésitera pas à les torturer pour obtenir des aveux. Les portes de la grande salle de cinéma s’ouvrent enfin.
Le court métrage commence. Il situe l'action après le premier film Shrek. L'esprit du seigneur Farquaad a réussi à enlever Fiona. Les spectateurs suivent Shrek et l'âne dans leur mission pour délivrer la princesse.
Le film modélisé en 3D est accompagné d'effets réels dans la salle synchronisés (soufflerie, siège mobiles, jets d'eau…) rendant l'expérience plus interactive.
Le film d'animation diffusé a été produit spécialement pour l'attraction et est sorti plus tard en DVD sous le nom Shrek 3D, incluant une paire de lunettes 3-D.

## Parcs ayant cette attraction
- Universal Studios Japan ;
- Universal Studios Hollywood (jusqu'en 2017) ;
- Universal Studios Florida (jusqu'en 2022) ;
- Universal Studios Singapore ;
- Movie Park Germany (jusqu'en 2011) ;
- Warner Bros. Movie World (jusqu'en 2010).

## Le saviez-vous?
- En Floride, le film remplace Alfred Hitchcock : The Art of Making Movies, et en Californie Rugrats Magic Adventure.
- Dans le parc Universal de Singapour, l'attraction Shrek 4-D présente une imposante façade de château, qu'on peut comparer aux emblématiques châteaux des parcs Disney, mais il ne contient que l'attraction.

- Une bande dessinée adaptée du film de l'attraction fut publiée par Dark Horse Publications.